# Facebook

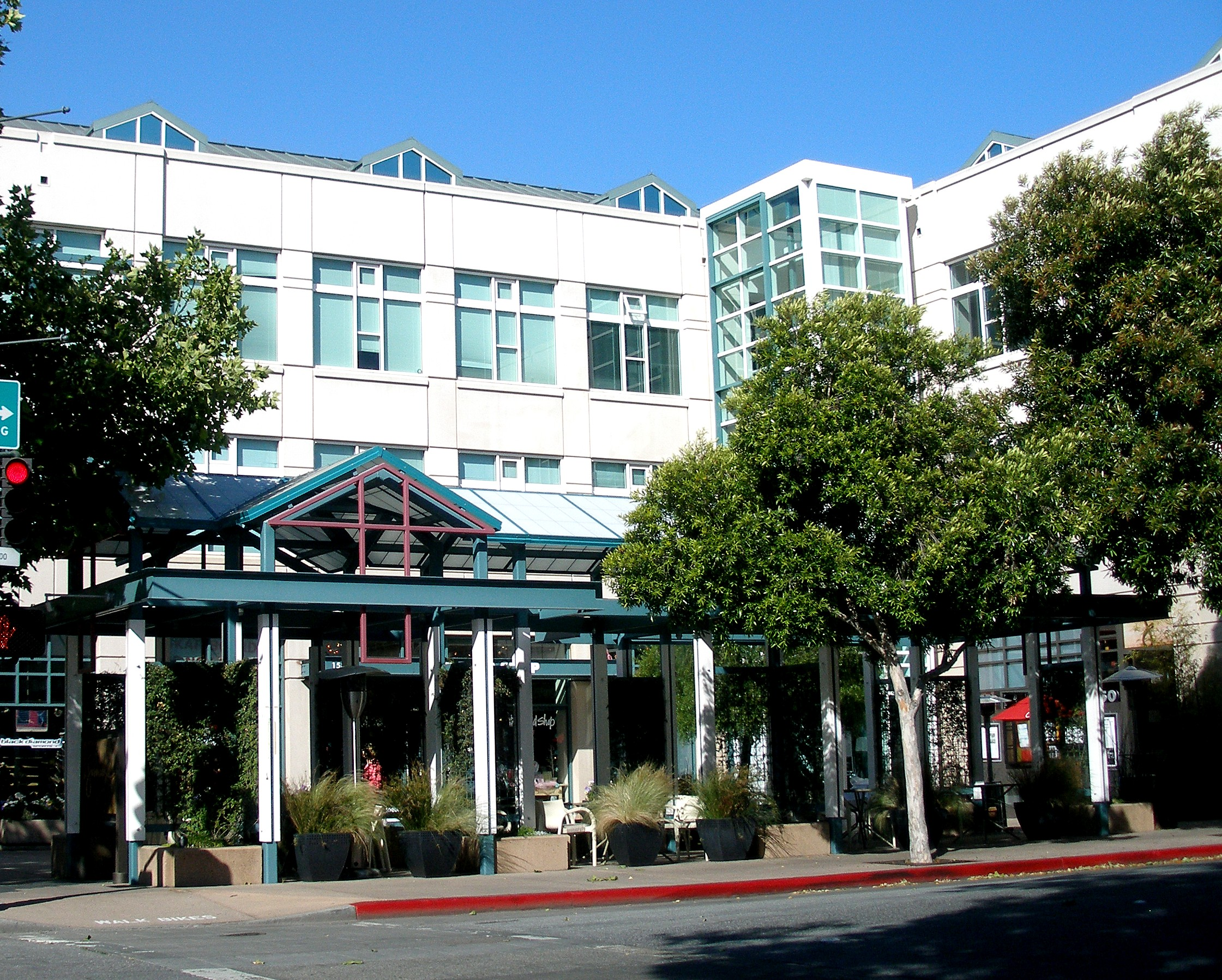
Facebook在帕羅奧圖的總部

Facebook（簡稱FB），台灣登記公司名為臉書，也稱面冊，其他地區又稱脸谱、面簿。是源於美國的社群網路服務及社會化媒體網站，總部位於美國加州门洛帕克市。成立初期原名為「thefacebook」，名稱的靈感來自美國高中提供給學生包含照片和聯絡資料的通訊錄（或稱花名冊）之暱稱「face book」。
Facebook使用者除了文字訊息之外，還可傳送圖片、影片、文件、貼圖和聲音媒體訊息給其他使用者，以及透過整合的地圖功能分享使用者的所在位置。Facebook是在2004年2月4日由馬克·扎克伯格與他的哈佛大學室友們所創立。Facebook的會員最初只限於哈佛學生加入，但後來逐漸擴展到其他在波士頓區域的同學也能使用，包括一些常春藤名校、麻省理工学院、紐約大學、史丹福大學等。接著逐漸支援讓其他大學和高中學生加入，並在最後開放給任何13歲或以上的人使用。現在Facebook允許任何聲明自己年滿13歲的使用者註冊。
使用者必須註冊才能使用Facebook，註冊後他們可以創建個人檔案、將其他使用者加為好友、傳遞訊息，並在其他使用者更新個人檔案時獲得自動通知。此外使用者也可以加入有相同興趣的群組，這些群組依據工作地點、學校或其他特性分類。使用者亦可將朋友分別加入不同的列表中管理，例如「同事」或「摯友」等。截至2020年第一季度，Facebook內已有超過二十六億個活躍使用者，其中約有9%的不實使用者。截至2012年，Facebook每年共產生180拍位元組（PB）的資料，並以每24小時0.5拍位元組的速度增加。統計顯示，Facebook上每天上傳3億5千萬張圖片。

## 譯名與稱呼
Facebook尚未有正式統一的中文譯名，正式名稱多以原文Facebook為主（或簡稱FB），不過Facebook偶爾會使用「臉書人週年紀念日」這個名稱來紀念用戶加入Facebook的日子，用戶如在當天登入Facebook，就有機會看到由Facebook發出的「臉書人週年紀念日」慶祝片段。因地方性的差異，各個國家和地區發展出各種中文譯名：
| 國家／地區 | 各地名稱                                                                             |
| ---------- | ------------------------------------------------------------------------------------ |
| 新加坡     | Facebook（FB）、面簿                                                                 |
| 馬來西亞   | 民间习惯称之为Facebook（FB）或面子書；而馬來西亞華語規範理事會於2017年定為「臉書」。 |
| 臺灣       | Facebook（FB）、臉書（臺灣分公司即命名「臉書」）、面冊（台語）                       |
| 港澳       | Facebook（FB）、多数新闻直接称Facebook                                               |
| 中国大陆   | 多数新闻直接称Facebook；也有称脸谱、脸书                                             |

## 發展历史

### 創始時期（2003年－2004年）

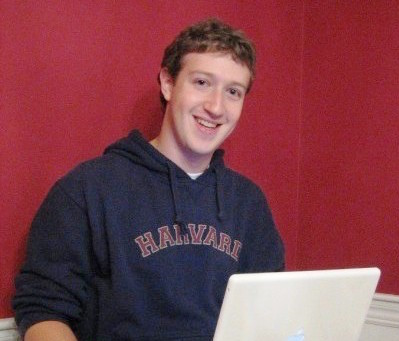
Facebook共同創辦人马克·扎克伯格於2005年在哈佛大學宿舍

扎克伯格在哈佛大學就讀學士期間，於2003年10月28日撰寫了一個名為「Facemash」的網站程式，根據哈佛校內報紙《The Harvard Crimson》，「Facemash」會從校內的網路上收集照片，每次將兩張照片並排後讓使用者選擇「較火辣」（hotter）的照片。
為了達成這個功能，扎克伯格入侵了受保護的哈佛電腦網路，並拷貝學生的私人宿舍門卡照片。哈佛當時並沒有學生的「Facebook」（一種美國大學內提供照片和基本個人資訊的索引目錄），但每間學院自1980年代中期起皆有提供自己的紙本照片通訊錄。在上線後4小時內，「Facemash」網站吸引了約450名訪客，所有照片共被瀏覽22,000次。
很快的「Facemash」就流傳到許多其他的校內群組伺服器上，但在數日後被哈佛校方強制關閉。扎克伯格當時面臨退學處份，校方指控他破壞安全、侵犯著作權，以及侵犯個人隱私。這些指控和處分最後被撤銷。在同一學期，扎克伯格以「Facemash」計劃為基礎，在藝術史期末考前建立了一個社交讀書工具。他上傳500張羅馬歷史相關圖片到一個網站上，且每張圖片都有一個可發表評論和意見的區塊。他將網站與同學分享，許多人開始利用這個網站來分享筆記。
2004年1月，在接下來的學期中，扎克伯格從開始撰寫新網站的程式代碼。扎克伯格說他是受到一篇《The Harvard Crimson》上關於「Facemash」事件的報導文章獲得靈感。2004年2月4日，扎克伯格啟動「Thefacebook」，最初的網址是thefacebook.com。
網站上線的六天後，三名哈佛高年級生卡麥隆・溫克勒佛斯
、泰勒・溫克勒佛斯和迪維亞·那倫德拉指控祖克柏刻意誤導他們，讓他們認為祖克柏將幫他們建立一個稱為「ConnectU」的社群網路服務。三人宣稱扎克伯格反而剽竊代碼及使用他們的構想來建立自己的競爭網站。三人並向《The Harvard Crimson》投訴，而報社也展開調查。之後三人對祖克柏提出告訴，這起訴訟最後在2008年以1,200萬股的賠償條件達成和解（在Facebook首次公開募股後約市值3億美元）。
網站最初僅限哈佛大學學生加入，在上線後的第一個月內，哈佛大學的學士生中有超過一半以上的人註冊成為使用者。愛德華多·薩維林（營運相關）、達斯汀·莫斯克維茲（Dustin Moskovitz，工程師）、安德魯·麥考倫（Andrew McCollum，視覺設計師）和克里斯·休斯加入扎克伯格的團隊，幫助他推廣網站。在2004年3月，Thefacebook.com擴展營運範圍至哥倫比亞、史丹佛和耶魯大學。之後繼續開放讓包括波士頓大學、紐約大學、麻省理工學院在內的所有常春藤盟校，以及大部分美國和加拿大境內的大學師生使用。
2004年中，企業家西恩·帕克（扎克伯格的非正式顧問）成為公司的總裁。在2004年6月，Thefacebook.com將營運基地搬遷至加州帕羅奧圖。搬遷不久後，Thefacebook.com獲得第一筆投資，來自PayPal共同創辦人彼得·西爾（Peter Thiel）。在2005年，Facebook以20萬美元購得facebook.com域名後將「The」從名稱中去除，名稱正式改為「Facebook」。

### 對大眾開放（2005年－2012年）
2005年9月2日，扎克伯格推出Facebook的高中版網站，並稱這是最合乎邏輯的下一步（在當時，高中版Facebook需要獲得邀請才能註冊）。Facebook並將註冊適用範圍伸至數間公司的員工，包括蘋果公司和微軟在內。
2006年9月26日，Facebook正式對所有年滿13歲且持有一個有效電子郵件地址的人開放。
在2007年下半年，Facebook已有超過10萬個商業頁面（可讓公司進行宣傳和吸引客戶的頁面）。
2008年6月20日，Facebook推出中國简体、香港繁體和台灣正體三種語言版本。2009年9月，Facebook宣布其現金流動首次轉為正向。在2009年後，Facebook的流量穩定成長。在2010年3月13日，當周Facebook的造訪人次超越Google。
2011年3月，根據報導Facebook每天移除超過20,000個個人檔案頁面，這些頁面中包含垃圾訊息、不適切的內容，或13歲以下的用戶頁面。這是Facebook為了提高網路安全性所採取的行動之一。DoubleClick公佈的數據顯示，2011年6月Facebook的瀏覽次數達到1兆次，成為在DoubleClick追蹤名單裡最多人瀏覽的網站。而根據一份在2011年12月發表的尼爾森媒體研究調查，Facebook是美國造訪量第二高的網站，僅次於Google。
2012年3月，Facebook宣布推出應用程式中心（App Center），是一個提供可在Facebook上運行之程式的商店。該商店將在iPhone、Android平台和行動網路裝置上推出。

### 首次公開募股後（2013年－2015年）
2012年，Facebook在動態時報功能上加入一個同性婚姻標誌。2012年8月23日，Facebook對其iOS應用程式做出更新，修改資料收集和顯示方式，並提升程式運行速度。
2013年1月15日，Facebook宣布「社交圖表搜尋」功能，該功能對使用者提供一個「精準的答案」，而非以往一個彙集網站上許多資料連結的頁面。Facebook強調該功能將同時顧及使用者隱私，僅會顯示使用者已公開分享的內容。2013年2月11日，伦勃朗社交媒體公司（Rembrandt Social Media）控告Facebook的「讚」按鈕侵犯專利。2013年4月3日，Facebook發表Android裝置的使用者介面層「Home」，為Android提供更深入的Facebook整合。同時HTC也宣布預載Home使用界面的智慧型手機「HTC First」。2014年4月4日，Facebook宣布與美國19州的國家法官聯盟（National Association of Attorneys）合作，提供青少年與其家長管理社交網路檔案的工具資訊。2013年4月19日，Facebook修改商標，移除其「F」商標下的藍色底線，並將「F」字母與矩形邊框之間的距離縮短。
在一場由超過一百個遊說團體舉辦的抗議活動過後。Facebook同意更新對於仇恨言論的政策。這場活動的目標是Facebook上鼓吹對於女性之家庭和性暴力的內容，活動總計發出超過57,000條推特訊息，以及4,900封電子郵件。影響包括英國日產汽車、英國國家建築工會等公司揚言撤下在Facebook上刊登的廣告。Facebook最初回應稱「雖然這些內容本身可能低俗、冒犯他人和缺乏品味，但並沒有違反我們的政策。」隨後Facebook在2013年5月29日正式採取行動，並表示「很明顯的我們對仇恨言論的偵測和移除系統不符預期且無效，特別是在與性別歧視有關的仇恨言論上。」
2013年6月2日，Facebook在自家新聞室宣布支援可點擊的「hashtag」（主題標籤），讓使用者能追隨熱門討論話題，或搜尋其他人針對特定主題的發言。
2013年9月，中國大陸政府宣布將在上海外高桥保税区內停止對Facebook的禁止管制。Facebook自2009年起在中國大陸內被封鎖。
2014年2月13日，Facebook首度開放用戶自訂性別選項，不再侷限「男性」或「女性」兩種，多了「變性」或「雙性」等選擇。
2014年Facebook宣布將關閉電子郵件服務。
2014年4月24日，Facebook宣布推出新闻服务FB Newswire，一种面向新闻记者的最新服务。。
2014年11月6日，Facebook公告徵才將在台設點，接手香港辦公室負責的台灣廣告業務。由於內文採制式格式「will be located in our （某處） office」引發聯想，後改語帶保留的「will be based in Taiwan」。

### 2015年－2020年
2016年2月26日，Facebook新增5種反應，包括「大心」（Love）、（Haha）、（Wow）、（Sad）及（Angry）。
2016年4月7日，Facebook新增直播功能（Facebook live），向所有用戶開放，即使並非名人亦能隨時嘗試受注目的感覺，此外還有不少新功能，包括收看直播的觀眾可即時發送「大心」（Love）、（Haha）、（Wow）、（Sad）及（Angry）等心情飛過直播畫面。此外，fb Live還增設發送邀請功能，直播玩家可針對個別用戶或群組進行直播，下次聚會若有朋友未能出席，亦可透過fb Live與他們即時分享相聚一刻，同時可針對個別群組進行直播以及與朋友家人分享生活點滴。
2020年6月，為阻止俄羅斯干預美國總統選舉重演，Facebook開始採用标签制度，提醒用户新华社以及今日俄罗斯等媒體是受到政府控制的传媒，同時Facebook在當年夏天停止接受官媒资助的广告。

### 企业品牌重塑（2020年－）
2021年10月4日，由于工作人员配置Facebook网络设置错误，导致Facebook网络DNS服务器的路由记录丢失，引发Facebook旗下多个应用的网络服务全体掉线，长达接近7小时。之后10月8日，再次出现多个应用网络服务故障几个小时。
2021年10月，Facebook, Inc. 将其公司名称更改为Meta Platforms, Inc.，或简称为“Meta”，因为它将重点转移到构建“元宇宙”上。这一变化不会影响 Facebook 社交网络服务本身的名称，而是类似于2015 年Alphabet作为Google的母公司的创建。
2021年11月2日，Facebook 宣布将关闭其面部识别技术并删除超过10亿用户的数据。然而，Meta 宣布它计划在其未来产品中实施该技术以及其他生物识别系统，例如计划中的Metaverse。
2021年11月10日，Facebook 表示将停止针对与健康、种族、民族、政治信仰、宗教和性取向相关的数据投放广告。更改将在1月份发生，并将影响 Meta Platforms 拥有的所有应用程序。

## 用戶
最初，Facebook的註冊僅限於哈佛學院的學生，在隨後的兩個月内，註冊擴展至波士頓地區的其他大學（如麻省理工學院）以及史丹福大學、紐約大學、西北大学和所有的常春藤名校。第二年，很多其他學校也被邀請加入。最终，在全球範圍内有一個大學後綴電子郵箱的人（如.edu、ac.uk等）都可以註冊。之後，在Facebook中也可以建立高中和公司的社會化網絡。
而從2006年9月11日起，任何用戶輸入有效電子郵件地址都可申請，目前Facebook規定至少13歲才可註冊成為用戶，因許多兒童在家長的協助下來申請帳號，於2012年6月傳出該網站正嘗試在遵守聯邦法律的情況下，建立兒童版Facebook（加入家長監督功能及在內容上進行篩選），讓 13 歲以下的孩子們也能循正常模式加入該網站。用戶可以選擇加入一個或以上網絡，例如：中學的、公司的、或地區。
根據2007年4月的數據，Facebook在所有以服務大學生為主要業務的網站中擁有最多的用戶：活躍用戶总数高達3400萬（包括在非大學網絡中的用戶）。由2006年9月至2007年9月間，該網站在全美網站中的排名由第60名上升至第7名。同時Facebook是美國排名第一的照片分享站點，每天上載850萬張照片。這甚至超過其他專門照片分享站點，如Flickr。2010年3月，Facebook在美國的訪問人數已超越Google，成為全美訪問量最大的網站。Facebook全球活躍用戶數於2012年10月突破10億，其中6亿为流动电话用户，成為世界上分布最廣的社交網站。
在2013年第4季，依據官方公佈的數據，台灣約有1,500萬人每月登入臉書，其中約1,200萬人透過行動裝置登入，每日活躍用戶1,100萬人，其中850萬人是透過行動裝置登入。公司大中華區總經理表示：台灣、香港屬臉書的成熟市場，滲透率分居全球第一、第二。2014年初數據，亞洲月活躍用戶約3.6億，日活躍用戶約2億。截至2015年6月底，每月至少瀏覽Facebook一次的登記用戶達14億9千萬，約佔全球30億網民的一半。當中6成半，即約96,800多萬用戶，每日都會登入。
2015年11月，在“月活跃用户”测算的准确性受到质疑后，Facebook将活跃用户的定义更改为在测算前30日内通过网络浏览器或移动应用程序访问Facebook网站或使用Facebook Messenger应用程序登录的用户，并停止计入之前计入的集成Facebook的第三方服务的用户。
2017年到2019年期间，使用Facebook的美国12岁以上人口比例有所下降。在这一时间段，用户比例从67%下降到了61%（约减少1500万美国用户），其中美国年轻人的下降幅度更大（美国12至34岁的用户比例从2015年的58%下降到 2019年的29%。这种下降趋势与同时Meta旗下的产品Instagram的流行同时发生。
2021年最后一个季度，Facebook的日活跃用户数首次出现下滑，从19.30亿降至了19.29亿。但在之后，尽管俄罗斯封锁了网站，网站的日活跃用户再次上升。
许多评论者曾根据用户基数下降、封閉平臺的法律障碍、无法盈利、隐私问题、无法适配移动互联网、因世代更替被Meta自行关停、或Facebook在俄羅斯干預2016年美國總統選舉中的作用等原因预测Facebook将衰落或停运。

## 功能与架构

Facebook在2015年7月之前使用的旧标识

### 使命
|  | Facebook成立于2004年，致力于向人们提供分享平台，让世界更开放，联系更紧密。通过Facebook，人们与亲友保持联系，发现新鲜资讯，分享生活故事。 |

### 功能
- 動態消息（News Feed）：動態消息就是用戶登入之後，在全螢幕的模式之下，網頁右邊會顯示登入用戶所關心的人事物的最新動態，成為Facebook最重要的資產。
- 動態時報（Timeline）（塗鴉牆（The Wall）與狀態（Status））：生活時報就是用戶檔案頁上的留言板，與留言板不同的是，生活時報的內容會被同步到各個朋友的首頁，因此可以在自己的生活時報上發表一些最新狀態，也可以設定為不同步給所有好友。很多用戶可以在生活時報上留短信息，生活時報留言可以進行編輯。亦可以針對已發送的回應貼文進行編輯。讓用戶向他們的朋友分享他們現在在哪裡、做甚麼、甚至是心情與表情符號。然後讓好友看到這些狀態，並了解您的狀態，接著回應您的狀態。
- 訊息（Messages）：可以透過私密訊息發送給目標用戶的訊息匣，就像電子郵件，只有收信人和發信人可以看到。
- （Like）：是用來表示網友對發文者的表態，發文者可以是個人、社團、公司、與粉絲專頁。利用「讚」按鈕網友們對該頁面進行讚賞及表態。透過「讚」，Facebook會讓你的朋友知道你曾經按過那些讚，例如你如果按了某個粉絲專頁所設計的小測驗，這樣當你按了讚之後，你的朋友也會看到哪個小測驗或小遊戲。
- 共享相簿（Shared Photo Albums）：「共享相簿」功能方便用戶收集單一活動的照片，用戶建立相簿後，可上載無限張相片至同一相簿內，一起編輯及「tag」相某人到相片當中，新功能只允許上傳用戶自行設定隱私權限並使用。
- （Check-in）。
- ：作為提醒對方，並表示你還記得他，或讓對方記得你。
- 活動（Events）：Facebook活動的功能幫助用戶通知朋友們將發生的活動，幫助用戶組織線下的社交活動。
- 遊戲：網站內有許多與第三方合作廠商所開發的社群小遊戲，比較知名的有Zynga.com、King.com等，可以利用Facebook網頁或下載Facebook Gameroom。
- 建立Facebook 廣告。
- 建立粉絲專頁。
- 建立“社團”。
- ：在每一天，Facebook都會顯示你在不同年份同一天的所有動態[86]。
- 跨站登入功能: 使用Facebook的帳號在保持Facebook登入的模式下，快速以會員身分訪問其他網站，無需另行註冊。被訪問網站，對於會員行為控制身分認證的工作，則轉由Facebook在幕後與該網站交換密鑰達成。
- Facebook電子郵件：用戶可以使用“自己的帳行暱稱@facebook.com”作為電郵地址。惟2014年2月，Facebook電子郵件因使用率太低，宣布將會把@facebook.com裡面收到的信箱，轉發到使用者主要的信箱裡面[87]。

### 隱私設定
1. 公開
2. ：指定只有某人能觀看某則貼文。
3. 自訂的名單：註冊使用者可以設定Facebook朋友中有哪幾個可以觀看以及設定某幾個人無法看見。
4. 2014年4月30日，马克·扎克伯格宣布计划提供“匿名登录”服务，即可以使用Facebook的账号匿名登录其他网站和应用。[88]

### 一般帳號設定

#### 姓名
姓名主要是官方姓名，姓名以姓氏、中間名、名字。也可以添加別名（可以是暱稱及本名），也可以新增多語言姓名。如果你變更在Facebook上的姓名，60天內就無法再次變更。請不要加上任何不尋常的大小寫、標點符號、字元或隨機文字。Facebook還要求用戶必須使用自己的真實姓名。

#### 用戶名稱
用戶名稱主要以網站為主。

#### 聯絡資料
聯絡資料可以是電子郵件以及各國區號的電話號碼。

#### 紀念帳戶設定
Facebook推出了「過世後刪除帳戶」，目前，在Facebook的過世用戶已達到3000萬。可以決定你過世後如何要處置帳號。如果你選擇將帳號刪除，他們一收到你過世的消息，就會立即從Facebook永久刪除你的所有訊息、相片、貼文、留言、心情和資料，再也沒有人能夠看見你的個人資料。

#### 身分確認
確認身分可以是殘疾人士、學生、警察、歌手、演員、消防員及律師。

### 技術架構
Facebook標識語言（英語：Facebook Markup Language、FBML）是HTML的子集。Facebook應用的開發者可以用這種語言定制他們的應用程序的外觀。

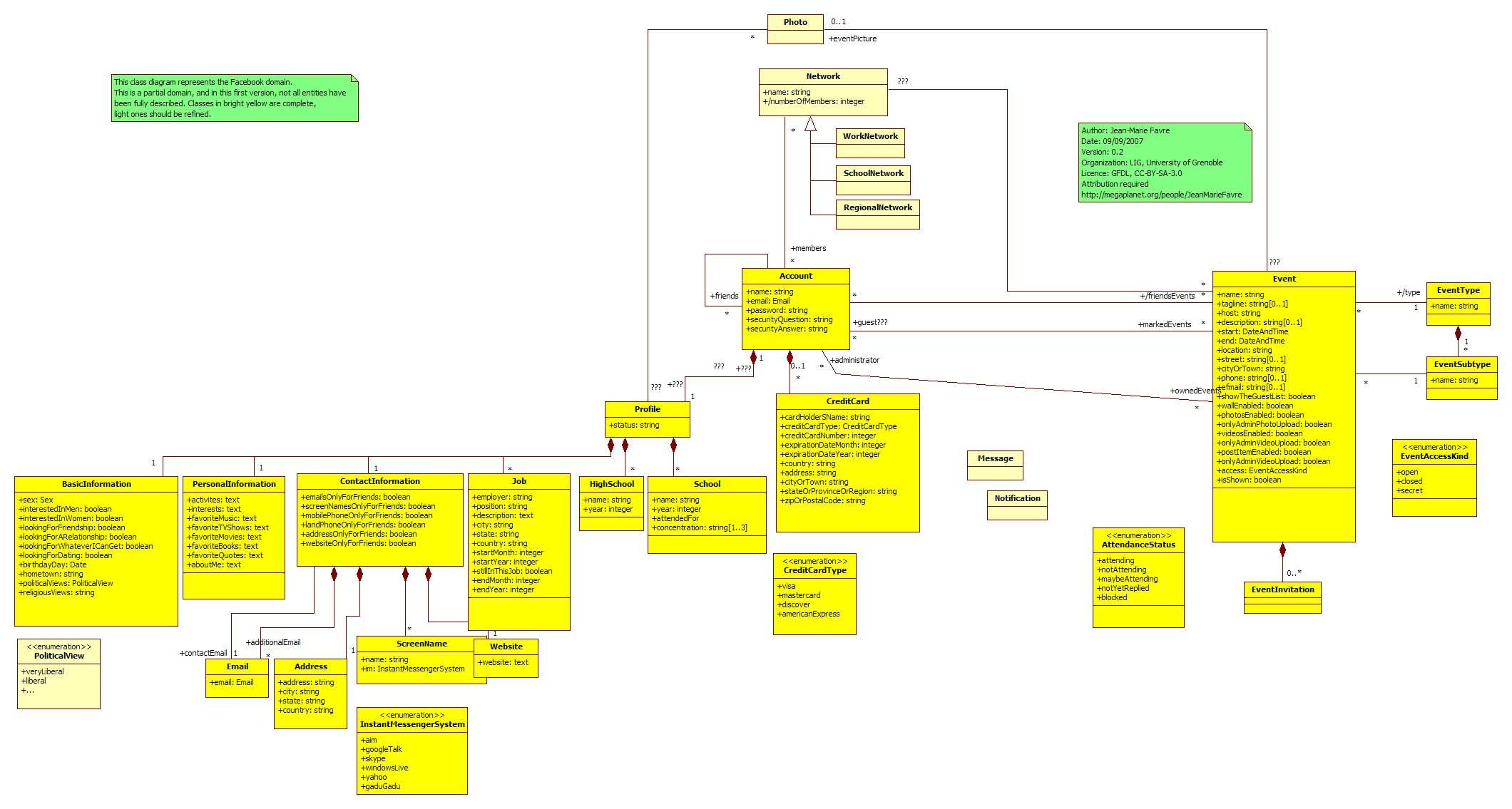
Facebook的域模型（黃色方框代表類）

以UML示範Facebook的域模型，顯示Facebook系統所管理的信息。它展示出Facebook數據庫中的實體、關係、字段。比如，圖中顯示有關工作、學校、信用卡、顯示用戶名等的字段，但僅為概念類圖，並非具體實施的細節。其他數據模型的細節可透過Facebook查詢語言（Facebook Query Lanuage）——一種類似SQL的查詢語言的相關資料中獲得。Facebook使用LAMP（Linux、Apache、MySQL、PHP）作為技術架構。其技術架構工程師史提分·格瑞姆（Steven Grimm）在博客中提及到：
幾乎我們所有的伺服器都運行開源軟件。我們的Web伺服器是Linux，Apache和PHP。我們數據庫是MySQL。我們使用memcached來保證網站的快速反應。一些後台應用Python、Perl和Java，以及一些gcc和Boost。程序員用Subversion和git來進行代碼管理。還有很多——像很多網站一樣，從頭到腳都是開源軟件。
2010年，Facebook開源自家開發的「HipHop for PHP」；HipHop for PHP 比純PHP 高一倍的效能。
Facebook使用的其他開源軟件包括：Apache Cassandra、memcached、Varnish cache、Hadoop、Hive、HBase等。

## 网站營運模式

Facebook在2023年9月之前使用的旧标识

Facebook在2023年9月之前使用的旧标识

該網站宣稱允許用戶免費註冊，且完全並永遠免費。用戶可建立自己的個人資訊及聯絡頁面，其中包括相片集、個人喜好與興趣等；用戶之間也可以進行公開聊天留言、或私下留言；用戶還可以選擇針對特定分享對象進行聊天串對話文。而關於用戶自己的詳細個人信息頁面只有在自己能決定誰可以查看，你可以設定只有你自己才能查看、或是摯友圈、或朋友圈、或朋友的朋友圈、或完全公開。

### 問卷調查
Facebook通常會在用戶的右邊廣告欄隨機顯示問卷調查，目的是協助用戶改進動態消息，提供數項問題來問使用者，選擇您較希望在動態消息中看到的動態。

### 名人驗證
通過臉書驗證的用戶，其用戶名稱後會加上藍勾符號，以使臉書確定為用戶本人的帳號。
通常是常發言掀起長長討論串的Facebook網路達人、知名作家、熱門的政治人物、或是演藝圈中的知名藝人等，才能通過臉書驗證。

### 收入來源
其收入來源主要有：
1. 廣告業務：如同Youtube，一些企業會選擇在Facebook進行廣告推銷其產品與服務，這可能有助於其業務的發展[96]。根據用戶瀏覽器的使用習慣，隨機置入相關側欄或橫幅廣告到每一個用戶眼前（2006年4月，有消息稱Facebook每周的收入超過175萬美元）[97]。知名的贊助商有：樂天市集、森森購物網、www.i-part.com.tw、一些網路遊戲公司、等等。
2. 使用者付費廣告：如果個人用戶及社團頁面需要讓自己的留言容易被看到，則需要支付相關月費給Facebook，並使用信用卡線上支付。
3. 付費推廣貼文：無論是個人、企業、粉絲業管理員都能夠付費推廣自己所發出的貼文，依觸及人數多少來計算收費標準，最少觸及人數10,000 - 27,000，一次性收NT$600，共分九級，最多觸及人數590,000 - 1,500,000，一次性收NT$45,000。
4. 第三方應用程式廠商的合作。
5. 代幣。

為了在1－3項得到更大收入回報，Facebook會搜集並分析用戶使用數據，了解用戶的喜好和習慣。事實上Facebook 曾承認篩選過70萬Facebook用戶的新聞動態，讓他們看到較多開心／不開心的消息，從而觀察用戶的反應。這種龐大的社會實驗或會導致一些社會現像和影響，在2015年英國大選時，新增「我已投票」的按鈕，被指會增加全國的投票率。

## 在各地被審查與封鎖的情況

### 校园使用
根據《紐約時報》、《基督教科學箴言報》報導，在美國由於有老師因為用社交媒體與學生有不適當接觸，踰越師生分際，進而發生性侵或性騷擾的醜聞，美國各學區開始制定嚴格的規定，禁止老師和學生用Facebook進行私人的談話。密蘇里州在2011年8月5日通過一項州法律，禁止老師通過Facebook與學生進行聯繫。俄亥俄州戴頓市（Dayton）在2011年秋季通過一項法律，禁止老師在社群媒體上加學生為朋友，或透過即時通和簡訊與學生聯繫。當地教師工會的會長歡迎這項禁令。而德國巴伐利亞邦、什列斯威-荷斯坦邦和巴登弗騰堡邦宣布，禁止師生使用Facebook等社群平台連繫教學相關事務，因為教學上師生必須保持距離。

## 其他

### 流行文化
- （The Social Network）是2010年電影作品，由大衛·芬奇執導，改編自2009年暢銷書籍《Facebook：性愛與金錢、天才與背叛交織的祕辛》。
- 香港無綫電視的劇集曾出現過類似Facebook的社交網站，而由於《廣播條例》對電視節目中出現的商業品牌名稱有嚴格規定，無綫電視一直以來都避免在劇集中直接使用現實世界的牌子。但也因此延伸出不少於劇集對Facebook的稱呼，例如：Facecook、Facelook、Friendsbook、Faceoff、FreeHook、FaceBowl、MaskyBook。

## 追蹤人數最多的Facebook頁面
以下是Facebook上追蹤人數前10位的頁面（截至2020年6月17日）。
1. Facebook：美國的社群媒體平台，2.14億讚了該頁面，2.16億追蹤了該頁面。
2. 三星集團：大韓民國的資訊科技產業，1.59億讚了該頁面，1.59億追蹤了該頁面。
3. C羅：葡萄牙國際足協世界盃的足球運動員，1.22億讚了該頁面，1.26億追蹤了該頁面。
4. 皇家馬德里足球俱樂部：西班牙的足球俱樂部，1.09億讚了該頁面，1.11億追蹤了該頁面。
5. 中国环球电视网：中国的电视联播网，1.06億讚了該頁面，1.06億追蹤了該頁面。
6. 可口可樂：美國的可樂公司，1.06億讚了該頁面，1.06億追蹤了該頁面。
7. BuzzFeed：美國大眾媒體，1.03億讚了該頁面，9800萬追蹤了該頁面。
8. 巴塞隆納足球俱樂部：西班牙足球俱樂部，1.01億讚了該頁面，1.03億追蹤了該頁面。
9. 夏奇拉：哥倫比亞歌手，9900萬讚了該頁面，9900萬追蹤了該頁面。
10. 中国日报：中国的一份全国性英语报纸。9500萬讚了該頁面，9500萬追蹤了該頁面。

## 外部連結
- Facebook的Facebook專頁
- Facebook的X（前Twitter）
- Facebook的Instagram帳戶
- Facebook官方網誌（页面存档备份，存于） （英文）
- Facebook開發者平台（页面存档备份，存于）